# Nadleśnictwo Krynki
Nadleśnictwo Krynki – jednostka organizacyjna Lasów Państwowych podległa Regionalnej Dyrekcji Lasów Państwowych w Białymstoku. Siedziba nadleśnictwa znajduje się w Poczopku, w powiecie sokólskim, w województwie podlaskim. Nadleśnictwo Krynki wchodzi w skład Leśnego Kompleksu Promocyjnego Puszcza Knyszyńska.
Nadleśnictwo obejmuje część powiatu sokólskiego (gminy Krynki i Szudziałowo).

## Historia
Nadleśnictwo Krynki powstało w 1927. Rok później wyodrębniło się z niego nadleśnictwo Waliły. Podczas II wojny światowej rabunkowa gospodarka prowadzona przez Niemców doprowadziła do ogromnych szkód w drzewostanach. Gospodarka leśna była odbudowywana aż do 1962.
W 1972 nadleśnictwo Krynki przyłączono do nadleśnictwa Waliły. Stan ten trwał do 1992, gdy przywrócono nadleśnictwo Krynki. W 2001 do lasów nadleśnictwa reintrodukowano żubry. Do 2004 w ramach przywracania Puszczy Kryńskiej zalesiono ponad 2300 ha gruntów porolnych.

## Ochrona przyrody
Na terenie nadleśnictwa znajdują się dwa rezerwaty przyrody:
- Góra Pieszczana
- Nietupa

## Drzewostany
Typy siedliskowe lasów nadleśnictwa (z ich udziałem procentowym):
- bory 56%
- lasy 41%
- olsy 3%

Gatunki lasotwórcze lasów nadleśnictwa (z ich udziałem procentowym):
- sosna, modrzew 60%
- świerk 19%
- dąb, klon, jawor, wiąz, jesion 8%
- brzoza 8%
- olsza 3%
- inne 2%